# Poboru (gmina)
Poboru – gmina w Rumunii, w okręgu Aluta. Obejmuje miejscowości Albești, Cornățelu, Creți, Poboru, Seaca i Surpeni. W 2011 roku liczyła 2034 mieszkańców.